# Suat Kaya
Suat Kaya (Isztambul, 1967. augusztus 26. –), török válogatott labdarúgó.
A török válogatott tagjaként részt vett a 2000-es Európa-bajnokságon.

## Sikerei, díjai
Galatasaray
- Török bajnok (8): 1987–88, 1992–93, 1993–94, 1996–97, 1997–98, 1998–99, 1999–2000, 2001–02
- Török kupagyőztes (4): 1992–93, 1995–96, 1998–99, 1999–2000
- UEFA-kupa győztes (1): 1999–2000
- UEFA-szuperkupa győztes (1): 2000